# Start 1954 Gniezno
Uczniowski Klub Hokeistów Start 1954 Gniezno – polski klub hokeja na trawie z siedzibą w Gnieźnie przy ul. bł. Jolenty 5. Założony w 2004 roku klub kontynuuje tradycję sekcji hokejowej SKS Start Gniezno, której początki sięgają 1953 r. Laskarze Startu występują obecnie w I lidze. Prezesem klubu jest od 2008 r. Romuald Jastrzębski. Trenerem drużyny seniorów - Jakub Stranz.
Osiągnięcia 
na boisku otwartym:

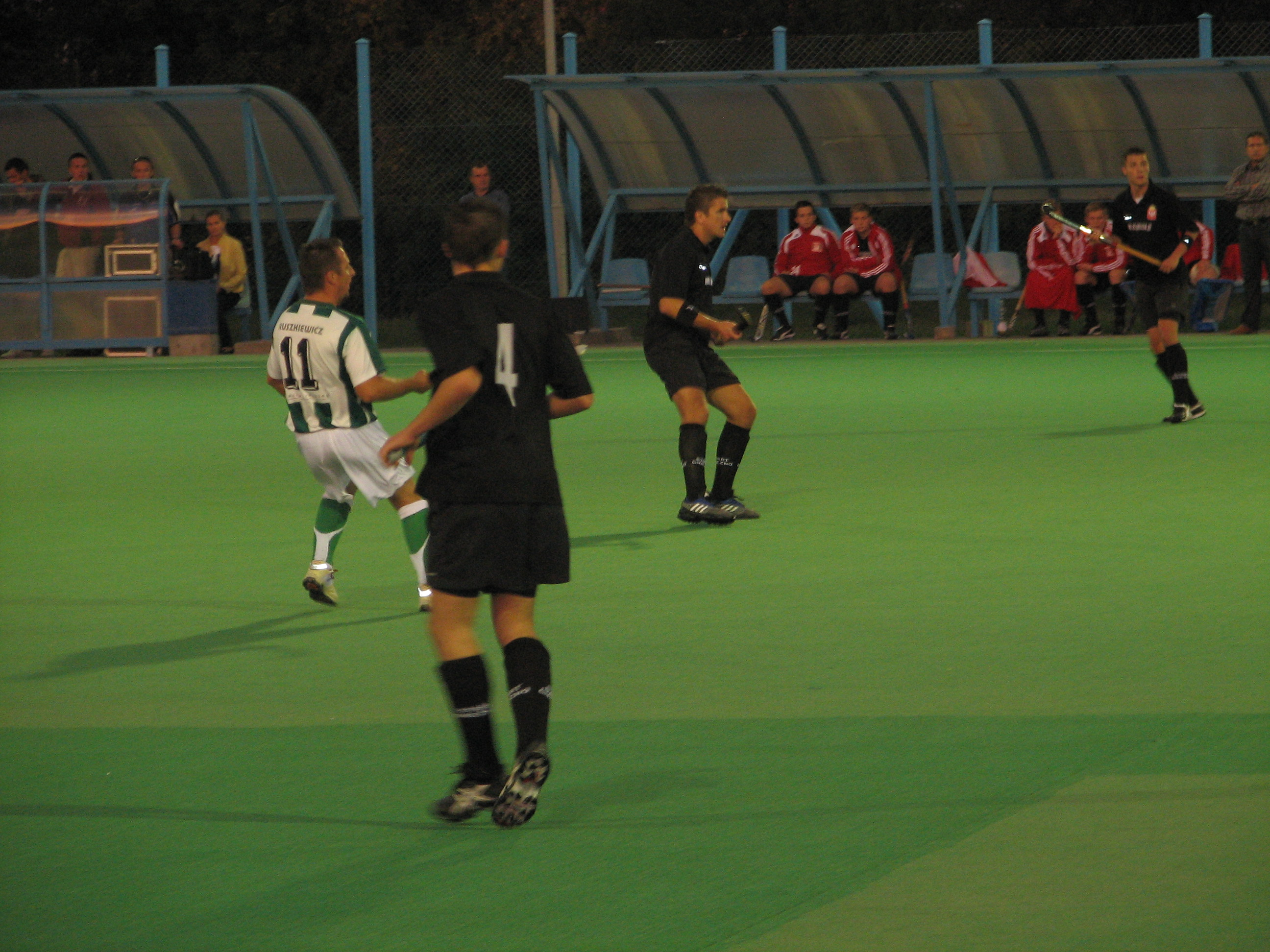
Derby Gniezna, 19 września 2009 r. Zawodnicy Startu w strojach czarnych

- srebrny medal mistrzostw Polski - 1955
- brązowy medal mistrzostw Polski - 1959, 2003, 2004, 2013, 2014

w hali:
- srebrny medal mistrzostw Polski - 2004, 2006, 2012
- brązowy medal mistrzostw Polski - 2003, 2005, 2013, 2017, 2022